# Marie Françoise Catherine de Beauvau
Marie Françoise Catherine de Beauvau, marchesa di Boufflers (1711 – 1786), è stata una nobile francese.
È stata l'amante del re di Polonia Stanislao Leszczyński e la madre dello scrittore Stanislao di Boufflers, marchese di Boufflers e noto come il Chevalier de Boufflers.

## Famiglia
Figlia di Marc de Beauvau (1679-1754), Principe di Craon, e di Anne Marguerite di Lignéville (1686-1772), che fu amante del duca Leopoldo di Lorena, ebbe diciannove fratelli, incluso il maresciallo di Francia Charles Juste de Beauvau, Principe di Craon attraverso il quale divenne cognata di Marie Charlotte de La Tour d'Auvergne. Marie Françoise Catherine sposò Louis François de Boufflers (1714–1752), marchese d'Amestranges, e fu madre di Stanislao di Boufflers, figlioccio del re Stanislao, in seguito divenuto famoso come scrittore.

## Vita

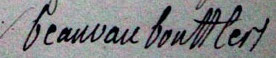
Firma.

Donna scaltra, perfettamente educata e bella, la marchesa di Boufflers si dilettò nella scrittura di poesie, nella pittura a pastello e nel suonare l'arpa. Alla corte di Lunéville, all'età di 34 anni, divenne l'amante del re di Polonia Stanislao Leszczyński, che aveva 30 anni più di lei. Ebbe molti amanti, fra questi ci furono il poeta Jean-François de Saint-Lambert, il visconte Adhémar de Marsanne, il cancelliere di Lorena Antoine-Martin de Chaumont, l'avvocato e poeta François-Antoine Devaux .
Per un periodo, fu l'amante allo stesso momento del re Stanislao, del suo Ministro delle Finanze Devaux e del suo Ministro di Stato, guadagnandosi il titolo di 'Dame de Volupté' (Signora del Piacere).
Saint-Lambert, quando nel 1748 arrivò a Lunéville, volendo far ingelosire la marchesa di Boufflers per riconquistarla, si mise a corteggiare la marchesa di Châtelet, all'epoca compagna di Voltaire, la quale s'innamorò perdutamente di lui e divenne grande amica della marchesa di Boufflers. Ciò rovinerà i piani di Padre Menou, confessore del re Stanislao, il quale tentatava di far finire la relazione fra la marchesa de Boufflers ed il re. Dall'unione con Saint-Lambert, la marchesa di Châtelet morirà nel 1749 di parto.